# 姚镆故居
29°59′14.2″N 121°26′40.5″E / 29.987278°N 121.444583°E
姚镆故居，俗称状元第，又称姚家大堂，是浙江省宁波市江北区慈城镇的一座明代建筑，为明嘉靖兵部尚书姚镆的住宅。建筑位于慈城镇民族路16号，现存后进三间两弄，重檐硬山顶，有前廊，穿斗抬梁混合结构。建筑1986年成为江北区文物保护单位，1997年8月成为浙江省文物保护单位。